# Rolf Hilmes
Rolf Hilmes (* 1948) ist ein deutscher Autor und Panzerexperte.

## Leben
Nach seinem Studium des Maschinenbaus an der TH Darmstadt begann er seine Beamtenlaufbahn im Bundesamt für Wehrtechnik und Beschaffung in Koblenz. Bis zu seiner Pensionierung war Hilmes an der Bundesakademie für Wehrverwaltung und Wehrtechnik in Mannheim als Dozent und Leiter des Fachgebietes „Systemtechnik Land“ tätig. Hilmes war zudem Reserveoffizier der Bundeswehr, zuletzt im Dienstgrad eines Hauptmanns.
Hilmes publiziert seit den 1980er Jahren Artikel zum Thema Panzertechnik.  Am Deutschen Panzermuseum Munster hielt er mehrfach Vorträge. Seine Publikationen erscheinen regelmäßig in den Fachzeitschriften Europäische Sicherheit & Technik und Soldat und Technik  zu  aktuellen Themen des Technologiefeldes Panzertechnik. Er war bis Ende 2023 wissenschaftlicher Berater im Vorstand des Vereins der Freunde und Förderer der Wehrtechnischen Studiensammlung Koblenz e.V.  und veröffentlichte ebenfalls im Auftrag des Vereins Beiträge.

## Werke
- Übersetzer Richard Simpkin: Main Battle Tanks - Developments in Design since 1945. Brassey´s Defence, London 1987, ISBN 0-08-034756-8
- Kampfpanzer – Die Entwicklungen der Nachkriegszeit. Report, Frankfurt am Main/Bonn 1988, 2. Auflage, ISBN 978-3-524-89001-2
- Kampfpanzer. Technologie heute und morgen. Report, Frankfurt am Main/Bonn 1999, ISBN 3-932385-04-7.
- Kampfpanzer heute und morgen. Konzepte – Systeme – Technologien. Motorbuch Verlag, Stuttgart 2007, ISBN 978-3-613-02793-0.
- Die Entwicklung des SPz Marder - Der lange Weg von den militärischen Forderungen bis zum Serienprodukt Bundesamt für Wehrtechnik und Beschaffung, Koblenz 2011
- mit Hans-Peter Lohmann: Schützenpanzer Marder. Die technische Dokumentation des Waffensystems. Motorbuch Verlag, Stuttgart 2011, ISBN 978-3-613-03295-8
- KPz Leopard 1: 1956–2003 (Typenkompass). Motorbuch Verlag, Stuttgart 2011, ISBN 978-3-613-03360-3
- Jagdpanzer der Bundeswehr (Typenkompass). Motorbuch Verlag, Stuttgart 2015, ISBN 978-3-613-03805-9
- Kampfpanzer Leopard 1: Entwicklung – Serie – Komponenten. Motorbuch Verlag, Stuttgart 2019, ISBN 978-3-613-04221-6
- Meilensteine der Panzerentwicklung: Panzerkonzepte und Baugruppentechnologie. Motorbuch Verlag, Stuttgart 2020, ISBN 978-3-613-04277-3